# Pietro Sigismondi
Pietro Sigismondi (Villa d'Almè, Itália, 23 de fevereiro de 1908 — Roma, Itália, 25 de maio de 1967) foi um prelado italiano da Igreja Católica que atuou no serviço diplomático da Santa Sé de 1934 a 1954 e depois ocupou um alto cargo na Cúria Romana por treze anos.

## Biografia
Pietro nasceu em 23 de fevereiro de 1908 em Villa d'Almè, Itália. Foi ordenado sacerdote da Diocese de Bérgamo em 15 de agosto de 1930.
Ingressou na Pontifícia Academia Eclesiástica em 1933 para se preparar para a carreira diplomática.
Seu primeiro posto foi como secretário de nunciatura em Paris, em 1934. Em 1939 retornou a Roma e trabalhou na Congregação para os Assuntos Eclesiásticos Extraordinários, na Secretaria de Estado, até 1949. Ele então passou seis meses em Belgrado.
Em 16 de dezembro de 1949, Papa Pio XII o nomeou arcebispo titular de Neápolis na Pisídia e Delegado Apostólico no Congo Belga e em Ruanda . Ele recebeu sua consagração episcopal em 8 de janeiro de 1950 do Cardeal Pietro Fumasoni Biondi.
Em 1954, Pio XII o nomeou Secretário da Congregação para a Evangelização dos Povos. Foi nomeado consultor do Dicastério para a Doutrina da Fé em 9 de dezembro de 1954.
Ele morreu em 25 de maio de 1967, aos 59 anos.